# Aeroportul Cross Lake
Aeroportul Cross Lake (IATA: YCR, ICAO: CYCR) este un aeroport din Manitoba, Canada.
Situat la o altitudine de 215 m, aeroportul dispune de o singură pistă.